# تفجير محطة سكة حديد كويتة 2024
تفجير محطة سكة حديد كويتة 2024 هو قَتلَ هجومٌ انتحاريٌ في 9 نوفمبر 2024 ما لا يقل عن 32 شخصًا وأصاب 62 آخرين في محطة سكة حديد كويتة في كويتة، بلوشستان، باكستان. وقد أعلنت جيش تحرير بلوشستان (BLA)، وهي مجموعة إرهابية مصنفة باكستانيًا، مسؤوليتها عن الهجوم. وكان هذا هو الهجوم الأول الذي يشنه الجيش في مركز كويتة.

## خلفية

محطة سكة حديد كويتة في عام 2023

تعد محطة سكة حديد كويتة مركز نقل رئيسي في كويتة وأحد أكبر المحطات في محافظة بلوشستان.

## الهجوم
في حوالي الساعة 8:25 صباحًا، قام انتحاري بتفجير جهاز متفجر على رصيف مزدحم بالقرب من مكتب التذاكر في المحطة، حيث كان حوالي 150 إلى 200 شخص ينتظرون للصعود إلى قطار متجه إلى راولبندي. تسبب الانفجار في تضرر سقف الرصيف وتدمير كشك للشاي. قُتل ما لا يقل عن 32 شخصًا، بما في ذلك جنود وموظفين في السكك الحديدية، وأصيب 62 آخرون. تم نقل العديد من الضحايا إلى المستشفى في حالة حرجة.
أصدرت جيش تحرير بلوشستان، وهي مجموعة انفصالية عرقية، بيانًا تعلن فيه مسؤوليتها عن التفجير، مؤكدة أنه تم تنفيذه من قبل لواء مجيد التابع لها. وقالت المجموعة إنها استهدفت الجنود، وهو ما وصفه المفتش العام للشرطة في بلوشستان، مؤزم جاه أنصاري، بأنه من "مدرسة المشاة".
أفاد قسم مكافحة الإرهاب أن الانتحاري كان يحمل 8–10 كيلوغرام (18–22 رطل) من المواد المتفجرة داخل حقيبة.

## الضحايا
قُتل 32 شخصًا، بما في ذلك الجاني، في التفجير وأصيب 62 آخرون. تم إرسال بقايا الانتحاري لإجراء اختبار حمض نووي ريبوزي منقوص الأكسجين للتعرف عليه. تم نقل 24 من الضحايا إلى المستشفى العسكري المشترك (CMH) و13 إلى مركز الإصابات. صرح مسؤولو المستشفى أن 25 مريضًا مصابًا قد تلقوا العلاج الأولي ثم تم إخراجهم.

## الجاني
أصدرت جيش تحرير بلوشستان في 10 نوفمبر 2024 صورة للانتحاري، مؤكدة هويته بأنه محمد رفيق بيزنيو. انضم بيزنيو إلى BLA في عام 2017 تحت الاسم المستعار "واشن" وتطوع لعملية انتحارية في عام 2023. تلقى تدريبه مع لواء مجيد لمدة تجاوزت العام.

## العواقب
عُلِّقَ قطاران في محطة السكك الحديدية، جافر إكسبريس وبولاين ميل، لمدة أربعة أيام بعد التفجير بسبب مخاوف أمنية.
أعلنت حكومة بلوشستان ثلاثة أيام من الحداد من 11 إلى 13 نوفمبر، بينما تم تعزيز الإجراءات الأمنية في جميع أنحاء كويتة بشكل كبير.

## ردود الفعل
أدان الهجوم وزيرُ بلوشستان سرفراز بُغتي، ورئيس الجمعية الوطنية الباكستانية سردار أيّاز صادق، ورئيس الوزراء الباكستاني شهباز شريف، إلى جانب وزارات الخارجية في كل من أفغانستان وإيران، سريلانكا، الإمارات العربية المتحدة، الأردن, دولة فلسطين, وتركيا، وكذلك البعثة الأمريكية إلى باكستان. قادة العالم والدبلوماسيون بما في ذلك الرئيس الروسي فلاديمير بوتين، ورئيس وزراء ماليزيا أنور إبراهيم، والأمين العام للأمم المتحدة أنطونيو غوتيريش والمفوضة البريطانية العليا جين ماريوت أعربوا عن تعازيهم وأدانوا الهجوم.